# Лесное (Брянский район)
Лесное (историческое название — Батого́во) — село в Брянском районе Брянской области, в составе Стекляннорадицкого сельского поселения. Расположено в 6 км к востоку от посёлка Стеклянная Радица.
Железнодорожная платформа (359 км) на линии Брянск—Сухиничи.

## История
Батогово — одно из старейших сёл Брянского уезда; впервые упоминается в 1503 году как центр волости, охватывающей территорию нескольких современных районов в южной части нынешней Калужской области. Вероятно, уже в XV—XVI вв. имело свой храм; последнее здание церкви Святителя Николая было построено в 1769 году (не сохранилось).
В XVII веке — владение одновременно многих помещиков (в том числе князя Г. И. Мещерского); с XVIII века начало утрачивать своё значение, стало небольшим селением (именовалось также сельцом, погостом), принадлежащим преимущественно Богдановым (также Казелкиным и др.). С 1906 года работала церковно-приходская школа.
С 1861 по 1924 год — в Супоневской волости, в 1924—1929 гг. в Бежицкой волости, позднее в Брянском районе. 
 В первой половине XX века входило в Журиничский сельсовет.
В 1899 году, при строительстве железной дороги Брянск—Москва, в 5 км к северо-востоку от села была устроена железнодорожная станция (Батагово), при которой существует одноимённый посёлок.
В 1964 г. Указом Президиума ВС РСФСР село Батагово переименовано в Лесное.

## Население
| 2010 | 2013 |
| ---- | ---- |
| 62   | ↘47  |